# Котова (Молдова)
Котова (рум. Cotova) — село у Дрокійському районі Молдови. Адміністративний центр однойменної комуни, до складу якої також входить село Мекереука.

## Населення
За даними перепису населення 2004 року у селі проживали 3016 осіб.
Національний склад населення села:
| Національність       | Кількість осіб | Відсоток   |
| -------------------- | -------------- | ---------- |
| молдавани румуни     | 2520 5         | 83,6% 0,2% |
| українці             | 466            | 15,5%      |
| росіяни              | 23             | 0,8%       |
| болгари              | 1              | < 0,1%     |
| інша / без відповіді | 1              | < 0,1%     |
| Всього               | 3016           | 100%       |